# The Flirt (film 1914 Ransom)
The Flirt è un cortometraggio muto del 1914 diretto da Charles Ransom.

## Trama
Il Flirt inizia la sua giornata in modo proficuo, convinto che nessuna donna possa resistergli. Invita la bella Grazia a una passeggiata nel bosco, ma quando i due si addentrano tra gli alberi, nei pressi di un ruscello, l'attenzione di Flirt si sposta su una bella lattaia, la seconda Grazia. Per lei abbandona la prima Grazia che perde l'equilibrio e cade in acqua. A nulla valgono le sue grida di aiuto: lui, anzi, ne approfitta per raggiungere quella che deve essere la sua nuova conquista. La ragazza è lusingata delle attenzioni del suo corteggiatore che però presto lascia anche lei per una nuova avventura. La terza Grazia vorrebbe imparare a nuotare ed egli si offre di farle da maestro. Quando però la ragazza si tuffa in acque profonde, Flirt viene distolto dalla visione di un'elegante figura seduta su una sedia a rotelle. La terza Grazia viene abbandonata pure lei e viene salvata da un galante soccorritore.

A questo punto le varie Grazie, aiutate da un poliziotto e dal salvatore, si mettono sulle tracce di Flirt, scoprendo che la sua ultima incantatrice era Dis Gracie, una signora di colore pronunciato.

Inseguito dalla folla, Flirt arriva su un molo, dove pensa di depistare gli inseguitori fingendo di essere annegato. Usa un lungo tubo per creare delle bolle che ribollono sulla superficie dell'acqua. Ma lui poi compare dal suo nascondiglio sotto il molo troppo presto: preso dal poliziotto e messo sulla sedia a rotelle, viene trascinato attraverso il villaggio con grande allegria degli astanti.

## Produzione
Il film fu prodotto dalla Edison Company.

## Distribuzione
Distribuito dalla General Film Company, il film - un cortometraggio in una bobina - uscì nelle sale cinematografiche degli Stati Uniti il 14 dicembre 1914.